# Thamala sparanisa
Thamala sparanisa är en fjärilsart som beskrevs av Adalbert Seitz. Thamala sparanisa ingår i släktet Thamala och familjen juvelvingar. Inga underarter finns listade i Catalogue of Life.